# Gigantochloa apus
Gigantochloa apus là một loài thực vật có hoa trong họ Hòa thảo. Loài này được (Schult.) Kurz mô tả khoa học đầu tiên năm 1864.